# Viepri
Viepri ist eine Fraktion (italienisch frazione) der italienischen Gemeinde Massa Martana in der Provinz Perugia in Umbrien.

## Geografie
Der Ort liegt etwa 5,5 km nördlich des Hauptortes Massa Martana und etwa 33 km südöstlich der Provinz- und Regionalhauptstadt Perugia. Der Ort liegt bei 478 m s.l.m. und hatte 2001 ca. 150 Einwohner. 2011 waren es 157 Einwohner.

## Geschichte
Der Ort entstand als Burg nach 1380, als die Burg von Monte Schignano, (vorher Monte Ascanio), deren Ruinen sich heute oberhalb des heutigen Ortes befinden, zerstört wurde. 1392 unterwarf der Ort sich Ugolino III. Trinci aus dem Hause der Trinci aus Foligno, wurde aber bald von Todi erobert. Heute ist der Ort bekannt für das Fest Sagra della Polenta, das 2019 zum 22. Mal stattfand.

## Sehenswürdigkeiten
- San Giovanni Battista, Kirche im Ortskern aus dem 16. Jahrhundert. Enthält das 1577 entstandene Fresko Madonna col bambino tra angeli[1] und Decollazione di San Giovanni Battista.[5]
- Santa Maria, auch Santa Maria Sperandio oder Sancta Maria de Vepribus[6], Kirche und Abtei kurz westlich des Ortes, die um 1150 durch die Herren des naheliegenden Ortes Castelvecchio entstand.[7] 1185 scheint die Kirche zu dem Benediktinerkloster San Pietro di Monte Martano zu gehören.[6] Die Kirche wurde am Anfang des 13. Jahrhunderts zur Pieve der mittlerweile zerstörten Burg von Monteschignano.[7] Enthält die Leinwandgemälde Natività della Madonna und Madonna del Rosario, beides Werke von Andrea Polinori[6] (1586–1648). Bei dem Erdbeben von 1997 wurde Santa Maria di Viepri stark beschädigt und bis Anfang 2018 restauriert. Die Eröffnungsmesse hielt der Bischof des Bistums Orvieto-Todi, Benedetto Tuzia.[8]

Monumente von Viepri
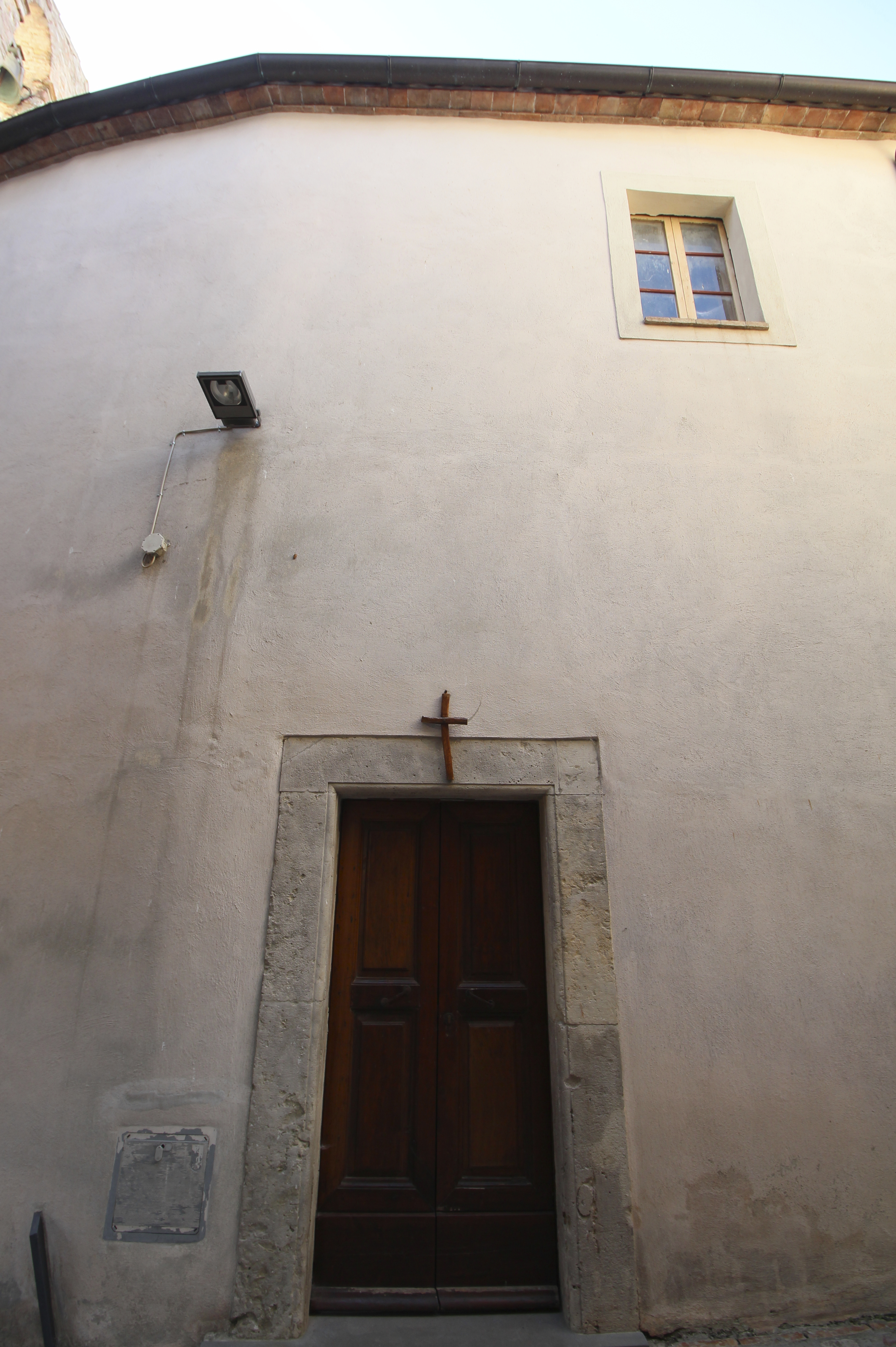
Die Kirche San Giovanni Battista
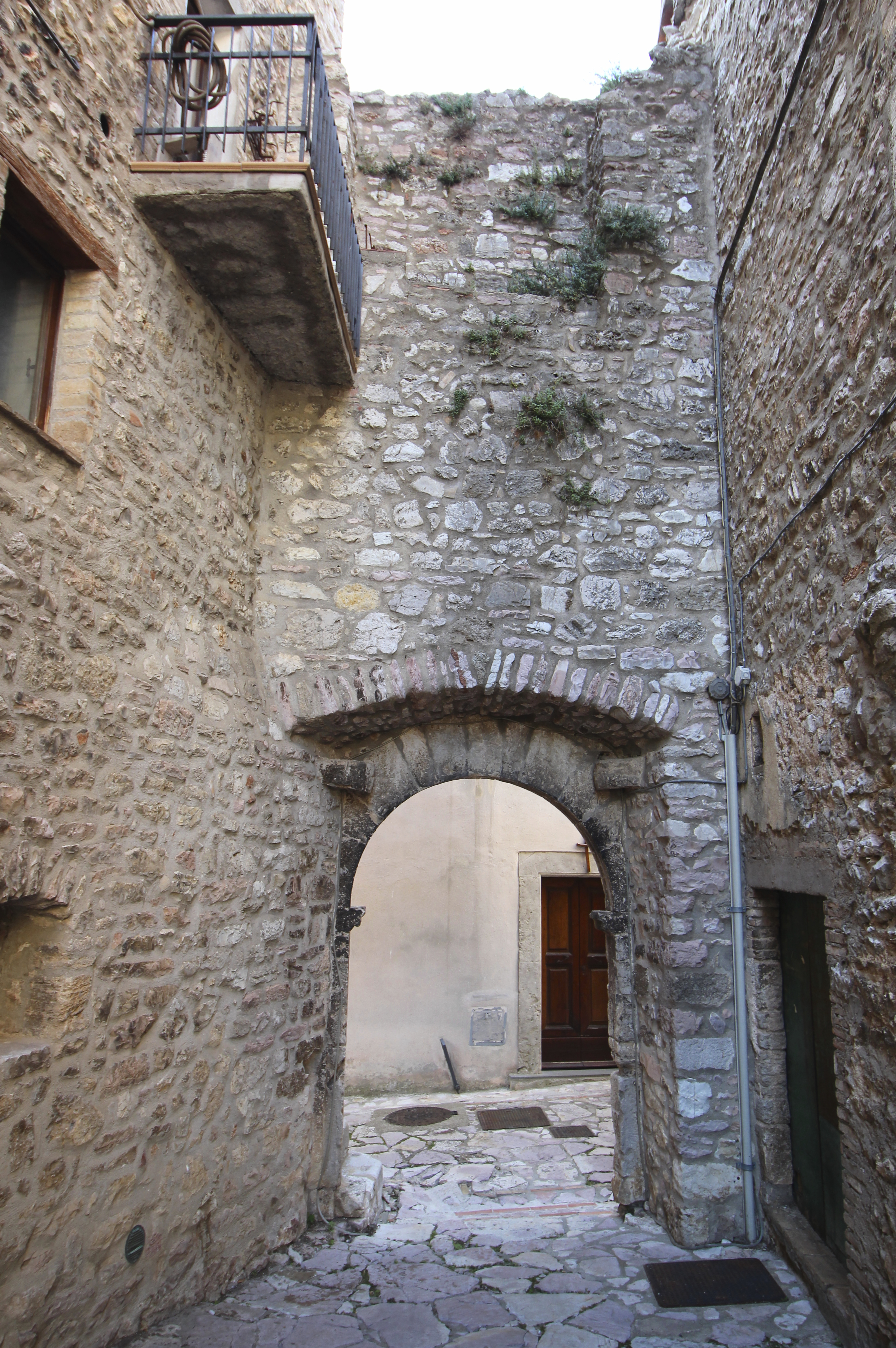
Tor der Wehrmauern
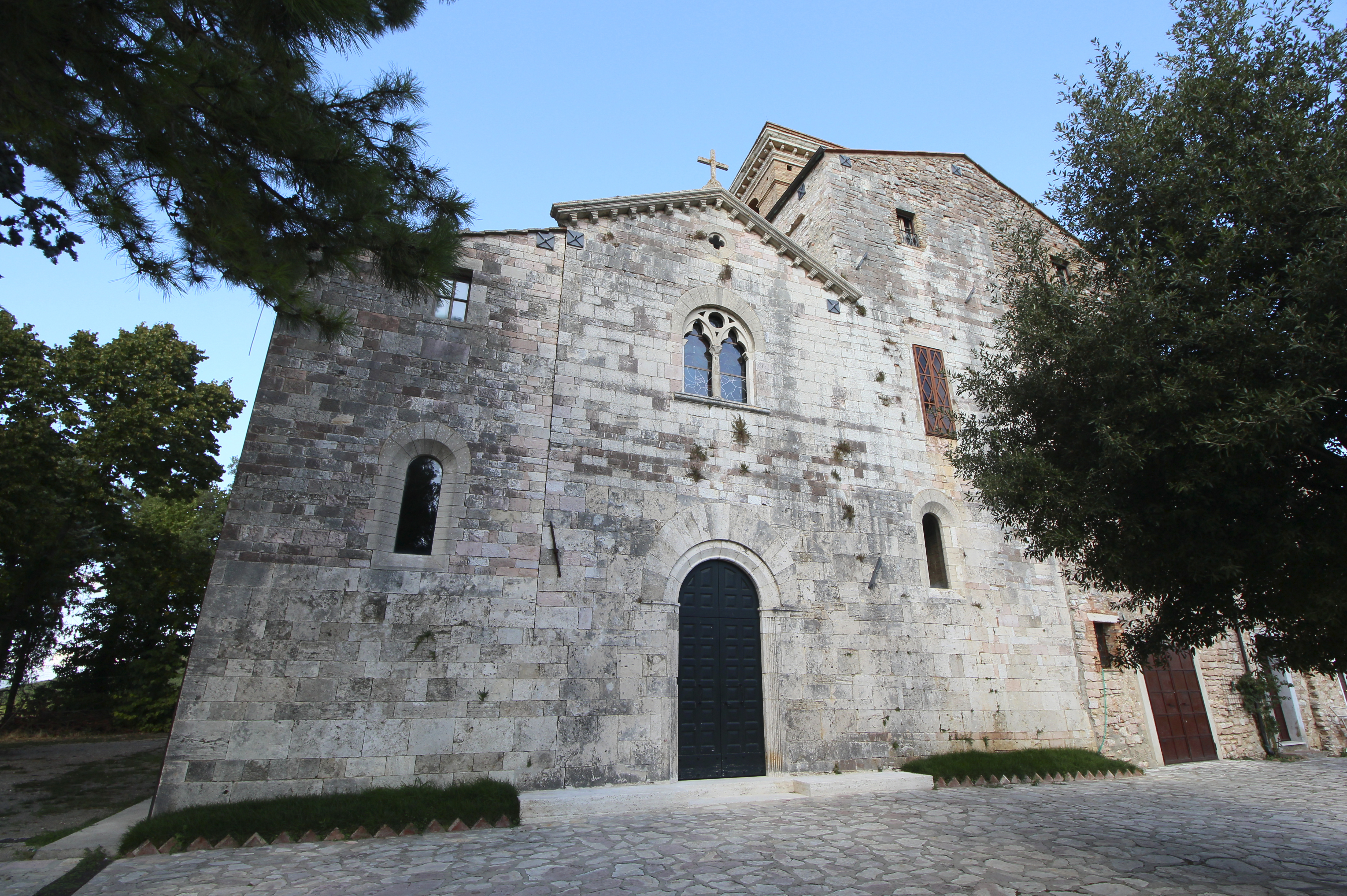
Die Kirche Santa Maria Vepri